# 杜爾拜利
47°9′47″N 29°55′11″E / 47.16306°N 29.91972°E
杜爾拜利（烏克蘭語：Дурбайли）是位於烏克蘭西南部的村莊，由敖德萨州羅茲季利納區的新博里西夫卡市鎮負責管轄。該村始建於1892年，面積0.3平方公里，海拔高度120米，2001年人口15，人口密度每平方公里49.67人。